# Huize Ivicke
Huize Ivicke là một công trình đồ sộ nằm ở Wassenaar, Hà Lan. Được xây dựng vào năm 1913 cho AFJ van Hattum, đây là bản sao của nhà nghỉ săn bắn Eremitageslottet ở Jaegersborg Dyrehave ở Đan Mạch. Tòa nhà đã có người ở cho trước khi trở thành văn phòng vào giữa những năm 1980. Kể từ năm 2000, tòa nhà thuộc sở hữu của nhà đầu cơ Ronnie van de Putte, người được mệnh danh là "Vua của khu ổ chuột ở Hà Lan" (Krottenkoning van Nederland). Ông từ chối cải tạo tòa nhà, bất chấp vị thế di tích của nó. Các nhóm di sản đã cảnh báo chính quyền địa phương vào cuối những năm 2010 về việc ngôi biệt thự đã bị đổ nát nghiêm trọng và nó được đưa vào danh sách mười bốn di tích bị đe dọa nhất ở châu Âu. Nó hiện đang là đề tài của một cuộc tranh chấp dữ dội và được chiếm dụng vào năm 2018 bởi những người muốn thực hiện việc sửa chữa nó. Ngôi nhà, khu vườn, cổng và nhà hát đều là di tích quốc gia.

## Lịch sử
Huize Ivicke nằm tại Rust en Vreugdlaan 2, tiếp giáp với Rijksstraatweg (N44) chạy giữa Den Haag và Wassenaar. Nó được xây dựng vào năm 1913 bởi kiến trúc sư GJ van der Mark. Chủ sở hữu là AFJ van Hattum, người đã mua mảnh đất từ Công chúa Marie của Hà Lan và dự định tặng ngôi biệt thự cho người vợ Đan Mạch Xenia Maria Pousette của mình như một món quà. Ngôi nhà là bản sao của nhà nghỉ săn bắn Eremitageslottet từng được sử dụng bởi hoàng gia Đan Mạch trong công viên Jægersborg Dyrehave gần Copenhagen. Huize Ivicke là một đài tưởng niệm quốc gia (rijksmonument), cũng như ngôi nhà chơi bằng gỗ được xây dựng ở phía sau dành cho con cái của cặp vợ chồng, cánh cổng kim loại được trang trí công phu cùng với khu vườn trang trọng.   

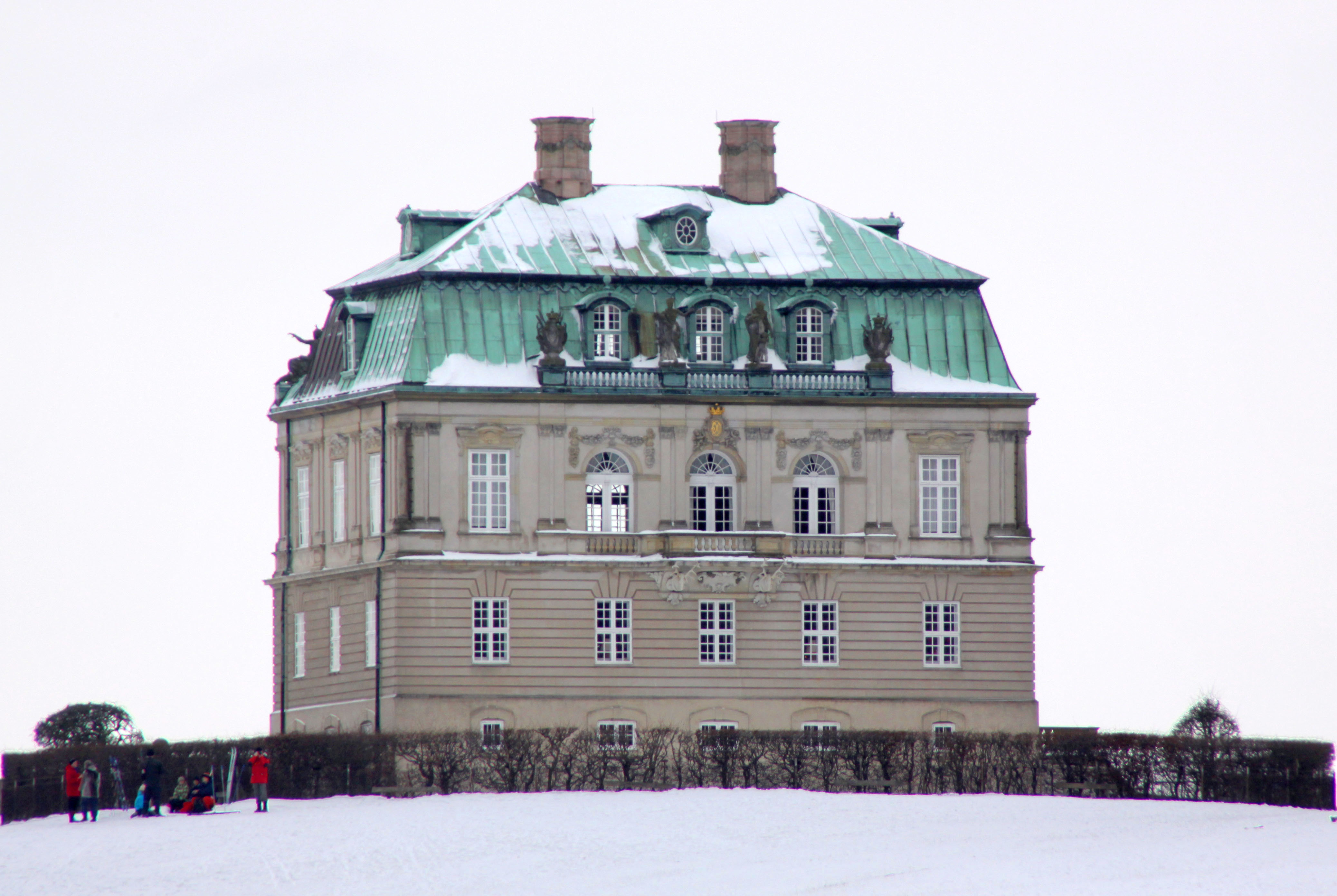
Huize Ivicke là một bản sao của Eremitageslottet ở Đan Mạch, được chụp ở đây vào năm 2010

Pousette qua đời trong ngôi nhà ở tuổi 33, vào năm 1922. Van Hattum tái hôn với Leoni Hubertina Anna Maria van Zweden và ông qua đời năm 1961. Van Zweden sau đó đã bán căn nhà cho vợ của Paul Huet, một chủ ngân hàng, và gia đình Huets là những người cuối cùng sống ở Huize Ivicke. Vào giữa những năm 1980, nó đã được thay đổi thành văn phòng. Huize Ivicke được bán vào năm 2000 cho Muntendamsche Investerings Maatschappij, do Bever Holding điều hành.

## Sự đổ nát
Năm 2017, hai nhóm chuyên bảo vệ di tích đã gióng lên hồi chuông báo động vì Huize Ivicke đang trở nên đổ nát một cách trầm trọng. Stichting het Cuypersgenootschap và Erfgoedvereniging Heemschut đã yêu cầu chính quyền địa phương viết thư cho Bever Holding, một công ty bất động sản khét tiếng về việc để tài sản bị đổ nát, đòi hỏi công ty đảm bảo rằng tòa nhà được bảo vệ khỏi mưa gió và không bị phá hủy thêm. Heemschut sau đó đã đề cử tòa nhà là một trong mười bốn di tích bị đe dọa nghiêm trọng nhất ở châu Âu.
Sau khi được liệt kê là một trong mười bốn di tích, sau đó nó được Europa Nostra đề xuất là một trong bảy di tích có nguy cơ sụp đổ cao nhất vào năm 2020. Tuy nhiên, toà nhà không được đưa vào danh sách và một đại diện của Heemschut nhận xét "Thật đáng tiếc, nhưng chúng tôi hiểu rõ những tòa nhà được chọn nằm trong danh sách".

## Tranh chấp

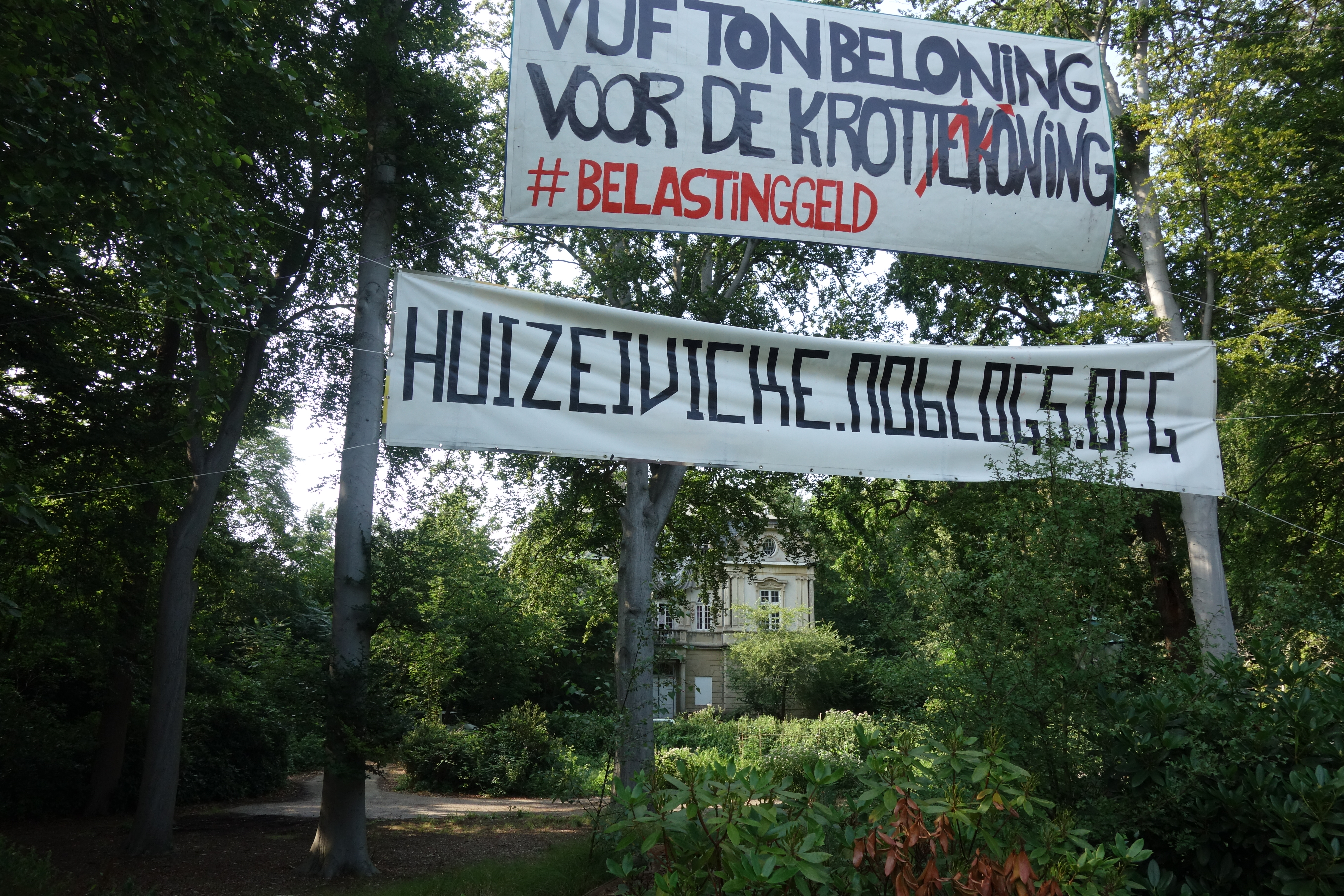
Huize Ivicke, các cuộc biểu tình (2020)

Cổ đông lớn của Bever Holding là Ronnie van de Putte, một nhà đầu cơ kiêm nhà đầu tư bất động sản có tiếng, người được mệnh danh là "Vua của khu ổ chuột ở Hà Lan" (Krottenkoning van Nederland), sau khi mua các tòa nhà thì ông bỏ đi, mặc cho các tòa nhà trở nên mục nát hoặc thậm chí là phá bỏ chúng và hàng chục năm sau đó, họ bán đi thửa đất để kiếm lời. Chính quyền thành phố Noordwijk đã phạt công ty này 200.000 euro vì không khôi phục hai tòa nhà, một nhà hàng có tên De Vuurtoren và một biệt thự có tên De Vier Winden. Sau khi bị phạt, Bever đã phá dỡ cả hai nơi. Ở Leiden, Bever trong nhiều năm đã sở hữu một khu đất với hai tòa nhà trên đó, cạnh ga xe lửa trung tâm. Một tòa nhà đã bị phá bỏ vào năm 1993 và toàn bộ khu vực này đã bị bỏ hoang cho đến năm 2010, khi thành phố trả cho Bever 17,9 triệu euro sau khi không thể chiếm đoạt nó. Van de Putte cũng mua một ngôi trường cũ đồ sộ có tên Het Hoompje ở Sluis, nơi mà ông đã bỏ trống từ năm 1992. Ông ta có thể làm được điều này vì các hội đồng địa phương chỉ có quyền hạn chế trong việc can thiệp vào một tòa nhà thuộc sở hữu tư nhân.
Huize Ivicke đã bị chiếm dụng vào tháng 7 năm 2018, bởi những người sẵn sàng tiến hành sửa chữa khẩn cấp tòa nhà nhằm ngăn chặn thiệt hại do nước gây ra. Những người chiếm dụng (squatting) nói rằng họ đang làm những gì mà chủ sở hữu lẽ ra phải làm. Trong văn hóa chiếm dụng của người Hà Lan, các tòa nhà thường bị chiếm dụng nhằm bảo tồn chúng. Hầu hết các hành động squatting là để cung cấp nhà ở, nhưng các tòa nhà cũng bị chiếm dụng vì lý do chính trị hoặc kinh doanh.
Chính quyền địa phương đã ra lệnh cho Ronnie van de Putte sửa chữa tòa nhà vào tháng 11 năm 2019 và yêu cầu ông ta làm cho nó có gió và chống thấm nước trong vòng một tháng. Nhưng ông không làm nên thành phố đã tuyển một nhà thầu vào tháng 1 năm 2020. Theo những người chiếm dụng, nhà thầu đã làm một công việc tồi tệ, chỉ đơn giản là đóng đinh các tấm nhựa vào cửa sổ phòng ngủ và thậm chí còn gây ra các vấn đề khác.
Vào tháng sau, van de Putte vẫn chưa bắt đầu các công việc chính, tuyên bố rằng ông không thể thực hiện được vì tòa nhà đã bị chiếm dụng. Thành phố không đồng ý. Vì van de Putte chưa bao giờ có giấy phép, nên không có khả năng thẩm phán sẽ đuổi những người chiếm dụng vì không có lý do gì để làm như vậy theo luật của Hà Lan. Vào tháng Giêng, tòa nhà đã được bán hai lần với van de Putte là chủ sở hữu. Chính quyền thành phố lo ngại rằng bằng những cuộc điều động này, van de Putte đang cố trốn tránh việc trả tiền cho những cải tạo cần thiết.
Đến tháng 3 năm 2020, tỉnh Nam Hà Lan đã đề nghị giúp tài trợ chi phí cải tạo, ước tính vào khoảng 500.000 euro. Chính quyền thành phố vẫn đang đấu tranh để khiến van de Putte tự trả tiền cho việc trùng tu và tỉnh cho biết nếu không thể thực hiện được thì chính quyền sẽ cấp. Những người chiếm dụng tuyên bố "chúng tôi chống lại việc lạm dụng công quỹ cho một dự án không đáp ứng các tiêu chí đặt ra bởi chính sách trùng tu di tích của chính Zuid-Holland, nơi không có gì đảm bảo rằng số tiền có thể được hoàn lại, và nó sẽ không thể ngăn cản được chu kỳ mới của sự bỏ bê và suy tàn".